# Джефф-Дейвис (округ, Техас)
Округ Джефф-Дейвис (англ. Jeff Davis county) — округ штата Техас Соединённых Штатов Америки. На 2000 год в нём проживало 2207 человек. По оценке бюро переписи населения США в 2008 году население округа составляло 2275 человек. Окружным центром является город Форт-Дейвис.

## История
Округ Джефф-Дейвис был сформирован в 1887 году из части округа Пресидио. Он был назван в честь Джефферсона Дэвиса, единственного президента Конфедеративных Штатов Америки.

## География
По данным бюро переписи населения США площадь округа Джефф-Дейвис составляет 5866 км², из которых 5866 км² — суша, а 0 км² — водная поверхность (0,01 %).